# Vattenkastare

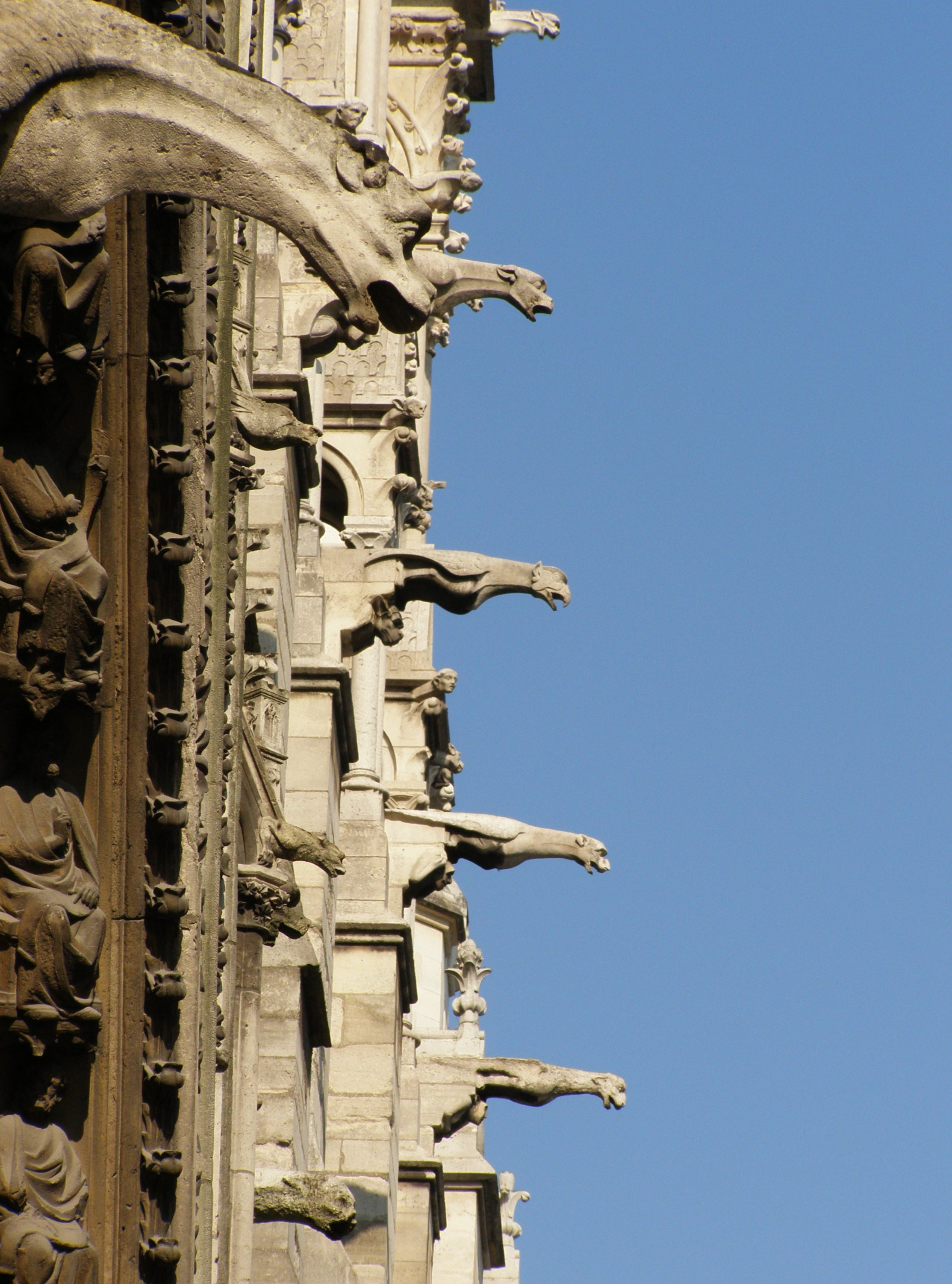
Ett flertal vattenkastare på Notre-Dame-katedralen i Paris.

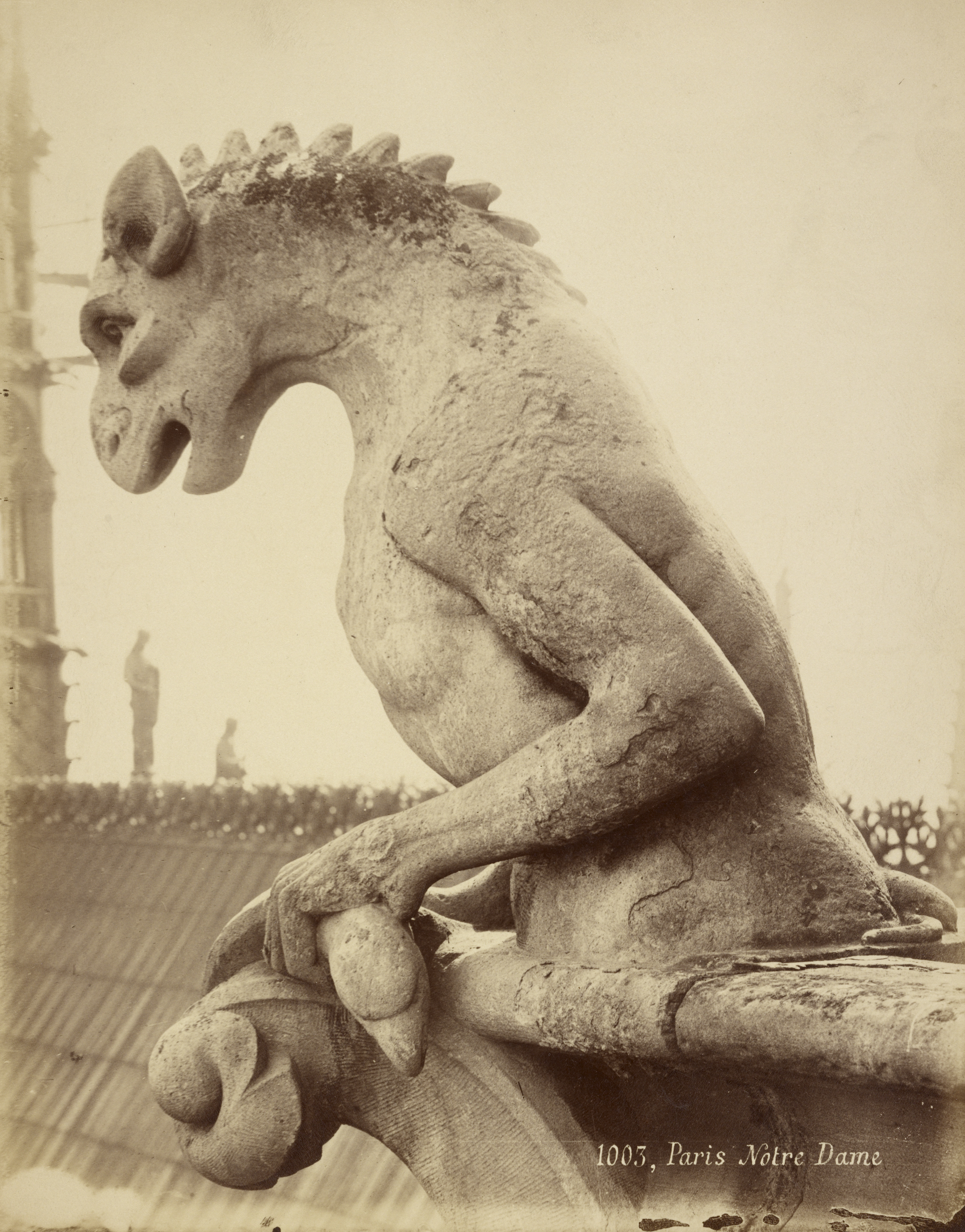
Vattenkastare på Notre-Dame-katedralen i Paris.

En vattenkastare, även kallad droppnäsa, är en byggnadsdel som sticker ut från en fasad för att avleda regnvatten från taket, ofta som en förlängning av takfoten. Syftet med vattenkastare är att förhindra att takvattnet rinner ner längs ytterväggen, vilket på sikt skulle förstöra byggnaden.
Under gotiken konstruerades ofta vattenkastare av sten och skulpterades till skrämmande, groteska figurer och sagodjur – gargouiller. De förekommer ofta på medeltida byggnader med platt tak eller liten takfot.
På moderna hus brukar regnvattenavrinningen istället ordnas med hjälp av stuprör, vilket gör att vattnet leds ner till marknivå innan det släpps ut. 